# Matteo Marsaglia

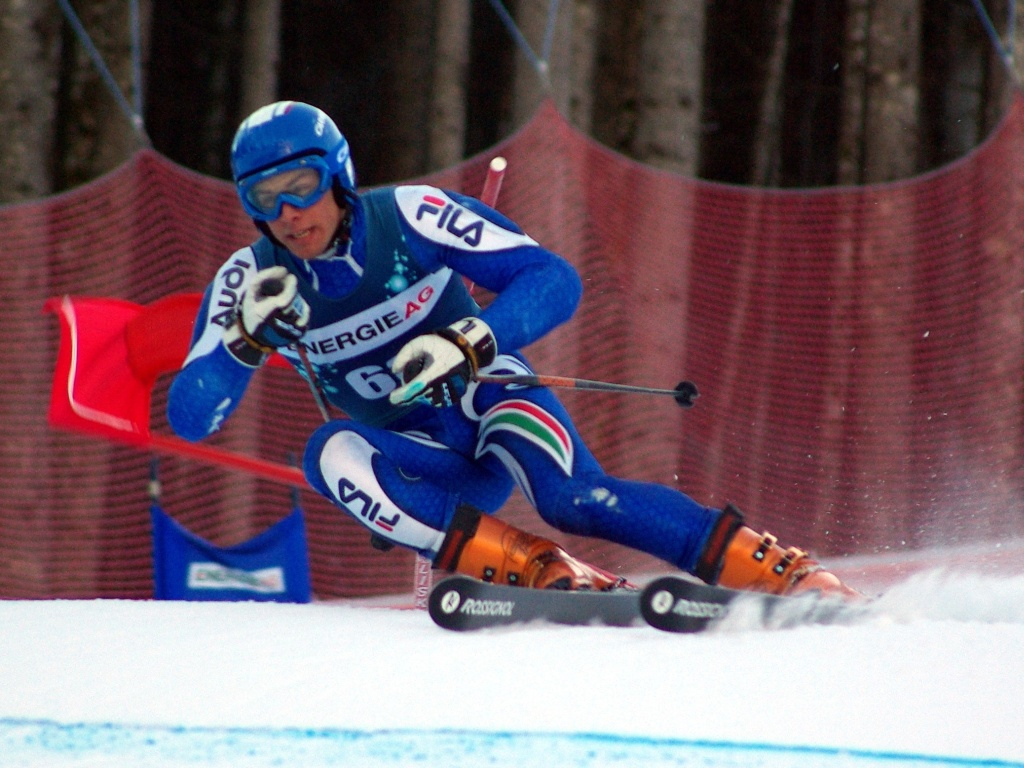
Matteo Marsaglia

Matteo Marsaglia, född 5 oktober, 1985 i San Sicario i Italien, är en italiensk alpin skidåkare. 
Marsaglia är 180 cm lång och väger ca 80 kilogram. Han tävlar för skidklubben C.S. Esercito.

## Karriär
Matteo debuterade i en s.k. FIS-Cup år 2000. Han har även fem segrar från FIS-cuper runt om i världen. Tre av de har han lyckats ta i Super-G lopp. Marsaglia vann också de italienska juniormästerskapen 2003.
I Europacupen, som är nivån under världscupen har Marsaglia erhållit två prispalls-placeringar, varav en seger. Denna seger togs i en s.k. superkombination i Tarvisio 2007.
Marsaglia vann överraskat super-G-tävlingen i Beaver Creek Resort den 1 december 2012. Hans övriga främsta resultat i världscupen är en sextonde plats ifrån kombinationstävlingen i Val d'Isere 2008. Ifrån denna tävling fick han femton världscuppoäng, vilket också blev hans sammanlagda världscuppoäng för säsongen. 

## Världscupsegrar (1)
| Datum           | Ort          | Land | Disciplin |
| --------------- | ------------ | ---- | --------- |
| 1 december 2012 | Beaver Creek | USA  | Super-G   |